# 31824 إلاتوس
31824 إلاتوس 1999 UG5 ) هو كويكب قنطور صغير شديد الاحمرار من ضمن النظام الشمسي الخارجي ، ويبلغ قطره حوالي 48 كيلومتر (30 ميل) . تم اكتشافه في 29 أكتوبر 1999 من قبل علماء الفلك في مسح كاتالينا السماوي من مرصد جبل ليمون في أريزونا، الولايات المتحدة. تم تسمية الكوكب الصغير على اسم إلاتوس ، وهو قنطور من الأساطير اليونانية .

## المدار والتصنيف
يدور كوكب إلاتوس حول الشمس على مسافة بين 7.3–16.3 وحدة فلكية يتم دورته حول الشمس كل 40 سنة و7 أشهر (أي تسغرق14,826 يومًا) . مداره له انحراف مركزي قدره 0.38 ، وميل قدره 5 درجات بالنسبة لمستوي مسار الشمس .
بدأت مشاهدة قوس مراقبةالكويكب إلاتوس باكتشاف مسبق تم إجراؤه بواسطة مسح سلون الرقمي للسماء في مرصد أباتشي بوينت في سبتمبر 1998، قبل ثلاثة عشر شهرًا من ملاحظة اكتشافه الرسمي.

## التسمية
تمت تسمية هذا الكوكب الصغير على اسم إلاتوس ، وهو قنطور من الأساطير اليونانية ، إلاتوس قُتل أثناء معركة مع هرقل (انظر أيضًا 5143 هرقل ) بسهم مسموم اخترق ذراعه واستمر وواصل السهم طريقه و جرح تشيرون في الركبة (انظر أيضًا 2060 تشيرون ) . اسم "Elatus" يعني "رجل التنوب" ويرتبط بأراضي الغابات. تم نشر الإسم "إلاتوس" رسميا من قبل مركز الكواكب الصغيرة في 14 يونيو 2003 ( M.P.C. 49102 ).

## الخصائص الفيزيائية

### فترة الدوران
لحصل على منحنيين ضوئيين دورانيين لـإلاتوس من المشاهدات الضوئية . وأعطى تحليل منحنى الضوء فترة دوران حول محوره (دورة التناوب) أطول من المتوسط تبلغ 26.5 و 26.82 ساعة ، مع اختلاف سطوع متزامن (قدر ظاهري) يبلغ 0.10 ( U=2/2 ).

### قطره والبياض
طبقا للمشاهدات التي أجراها مرصد هيرشل الفضائي التابع لوكالة الفضاء الأوروبية باستخدام أداة PACS والمسح الذي أجرته مهمة NEOWISE التابعة لمستكشف المسح بالأشعة تحت الحمراء واسع المجال التابع لوكالة ناسا، يبلغ قطر كويكب إلاتوس بين 49.8 و 57.000 كيلومترًا، ويبلغ سطحه سطوعا قدره بين 0.049 و 0.050 على التوالي. يفترض رابط منحنى ضوء الكويكب أن قيمة البياض القياسية للكواكب الكربونية الصغيرة تكون في حدود 0.057 ، ويستنتج قطرًا يبلغ 45.87 كيلومترًا بناءً على قدر مطلق يبلغ 10.42.

## روابط خارجية
- قاعدة بيانات منحنى ضوء الكويكبات (LCDB) ، نموذج الاستعلام ( المعلومات نسخة محفوظة 16 December 2017 على موقع واي باك مشين. )
- قاموس أسماء الكواكب الصغيرة ، كتب جوجل
- منحنيات دوران الكويكبات والمذنبات، CdR – مرصد جنيف، راؤول بهريند
- ظروف الاكتشاف: الكواكب الصغيرة المرقمة (30001) - (35000) - مركز الكواكب الصغيرة
- قالب:AstDys
- 31824 إلاتوس في قاعدة بيانات مختبر الدفع النفاث لأجرام النظام الشمسي الصغيرة

- الاكتشاف · مخطط المدار ·  العناصر المدارية · المعلمات المادية

1. ↑  "JPL Small-Body Database Browser: 31824 Elatus (1999 UG5)" (2009-04-18 last obs.). مختبر الدفع النفاث. مؤرشف من الأصل في 2020-09-18. اطلع عليه بتاريخ 2017-09-21.